# Esteban Ramírez Jiménez
Esteban Ramírez Jiménez (n. San José, 15 de octubre de 1973) es un productor y director cinematográfico costarricense.
Es uno de los cineastas más conocidos y exitosos del país y algunos de sus trabajos han cosechado reconocimientos internacionales.

## Biografía
Esteban Ramírez nació en San José en 1973, hijo de Víctor Ramírez, un productor audiovisual y Norma Jiménez, una socióloga y bailarina de danza. Estudió en la Escuela de Ciencias de la Comunicación Colectiva de la Universidad de Costa Rica. En 1996, fundó CINETEL, compañía productora con la que incursiona con éxito en televisión, documentales y publicidad. 
Antes de hacer sus primeras películas, Ramírez realizó varios documentales y cortometrajes de ficción, utilizando para ello variados estilos y formatos; entre ellos destacan “Rehabilitación concluida” (Premio a la Mejor Actriz en la VII Muestra de Cine y Vídeo Costarricense), y su primer gran éxito “Once Rosas”, filmada en 35 mm con la que obtuvo el Premio a la Mejor Ficción en la IX Muestra de Cine y Vídeo Costarricense en 2000, posteriormente fue seleccionada para los prestigiosos festivales internacionales de cine de Moscú, São Paulo, Huesca, La Habana, Lima, Viña del Mar, Los Ángeles y Cartagena, entre muchos otros, sin lograr ninguna nominación.
Ramírez debutó con su primer largometraje llamado Caribe en 2004, cinta de cierto corte ambientalista y de denuncia social, en medio de un triángulo amoroso. En ella incluyó artistas reconocidos a nivel internacional como Jorge Perugorría, Cuca Escribano y Maya Zapata. Caribe obtuvo una gran aceptación del público y la crítica a nivel nacional e internacional, siendo la primera película costarricense en ser aceptada por la Academia de Hollywood para competir por los Premios Óscar en la categoría a la Mejor Película Extranjera, y convirtió a Ramírez en el único centroamericano hasta la fecha en ganar un premio a Mejor Director en un Festival Latinoamericano (Trieste, Italia).
Su segundo largometraje fue Gestación de 2009. A la fecha, es una de las películas más vistas en la historia del cine costarricense, con 131.612 espectadores en su año de estreno. La película también fue reconocida fuera de Costa Rica con 9 premios internacionales, incluyendo el de mejor director en el Festival Internacional de Cine de Bogotá y logrando ser la primera película centroamericana que HBO exhibiera para su señal en Estados Unidos.
Su tercera película fue Presos, estrenada en 2015 y filmada en colaboración con una productora colombiana. La cinta ganó, en el Festival Internacional de Cine de Santander, la categoría de Mejor película y Mejor actriz (interpretación masculina o femenina) para el trabajo protagónico de Natalia Arias.

## Filmografía

### Cine
- Caribe (2004)
- Gestación (2009)
- Presos (2015)
- la boda del tigre (2020)
- Ámbar (2022)

### Cortometrajes
- Once Rosas (Ficción, 23 minutos, 2001).
- Rehabilitación Concluida (Ficción, 13 minutos, 1998).
- Planos Cerrados de Cuba (Documental, 15 minutos, 1997)
- El SIDA en Costa Rica (Documental, 15 minutos, 1996).
- Para Dos No Hay Vía (Ficción, 15 minutos, 1995).
- I Mae (Ficción, 23 minutos, 2011)